# William W. Loring
William Wing Loring (4. december 1818 – 30. december 1886) var en amerikansk officer fra North Carolina som gjorde tjeneste i hærene i Amerikas Forenede Stater, Amerikas Konfødererede Stater og Egypten.

## Tidlige år
Loring blev født i Wilmington, North Carolina. Han var søn af Reuben og Hannah Loring. Da han var fire år gammel, flyttede hans familie til Saint Augustine, Florida, hvor han i den unge alder af 14 indledte den militære karriere, som kom til at strække sig over 50 år. Han lod sig indrullere i militsen i Florida og opnåede sine første kamperfaringer mod Seminole indianerne i mindre træfninger, og de kulminerede i Seminolekrigene. Da han var 17, løb han bort for at kæmpe i den texanske uafhængighedskrig, men blev snart opsnappet af sin far og bragt hjem. I de næste år kæmpede han i den Anden Seminole krig og endte med at blive forfremmet til sekondløjtnant. I 1837 blev Loring sendt til Alexandria Boarding School i Alexandria i Virginia for at afslutte sin gymnasieuddannelse. Han gik på Georgetown University fra 1839 til 1840 og fortsatte med at læse jura og blev optaget i advokatsamfundet i Florida i 1842. I 1843 blev han valgt til Repræsentanternes Hus i Florida, hvor han sad fra 1843 til 1845. I 1845 var han opstillet til senatet i Florida, men blev ikke valgt.

## Mexicansk-amerikanske krig
I 1846 sluttede Loring sig til et nyopstillet regiment, the Mounted Rifles, som oprindelig var blevet opstillet for at beskytte Oregon Territoriet. Han blev forfremmet til major, allerede inden regimentet kom i kamp. Kort tid efter blev regimentet sendt til Mexico for at kæmpe i den Mexicansk-amerikanske krig. Lorings regiment deltog i de fleste slag, og han blev såret tre gange. Mens han førte et angreb ind i Mexico City, blev hans ene arm knust af en mexicansk kugle, og han fik senere armen amputeret. Han fik to midlertidige forfremmelser for tapperhed, en til oberstløjtnant og en til oberst.

## Før borgerkrigen
I 1849 under den californiske guldfeber, blev Loring beordret til at overtage kommandoen over Oregon Territoriet og førte en kolonne på 600 spand muldyr 4000 km fra Missouri til Oregon, en bedrift, som senere blev beskrevet som den største dokumenterede, militære bedrift. Han havde kommandoen over Oregon Territoriet i to år og blev derefter overført til at være anfører i grænseegnene, en opgave han havde i fem år. I disse år var han indblandet i mange fægtninger med indianerne, fortrinsvis med Comanche, Apache og Kiowa. Loring blev forfremmet til oberst i en alder af 38 i december 1856, den yngste i hæren. Han tog på rejse til Europa i maj 1859. Her studerede han i lighed med mange andre amerikanske officerer den militære taktik, som var blevet anvendt i den netop afsluttede Krimkrig. Inden han vendte hjem, havde han besøgt Storbritannien, Frankrig, Sverige, Preussen, Schweiz, Østrig-Ungarn, Italien, Rusland, Tyrkiet og Egypten.

## Borgerkrigen
Da den amerikanske borgerkrig brød ud, sluttede Loring sig til Sydstaterne. På en konference i New Mexico, lige inden han tog af sted for at forsvare sin hjemstat, sagde Loring til sine officerer: "Syden er mit hjem, og jeg vil afgive min bestalling og slutte mig til Sydens hær, og hver af jer kan gøre, som I mener bedst". Han trådte ud af den amerikanske hær den 13. maj 1861.
Loring blev straks udnævnt til brigadegeneral og fik kommandoen over Army of the Northwest. Hans første opgave var at forsvare det vestlige Virginia mod generalmajor George B. McClellan, som invaderede fra Ohio. Han fik snart øgenavnet, "Old Blizzards" (blizzard = snestorm) for sit kampråb: "Giv dem snestorme, drenge! Giv dem snestorme!"
Loring deltog i Vicksburg kampagnen og blev afskåret fra resten af hæren i Slaget ved Champion Hill. Han marcherede derefter ned for at slå sig sammen med general Joseph E. Johnston og kom under kommando af Johnston og senere generalløjtnant Leonidas Polk. Loring overtog midlertidigt kommandoen over Polks korps, da Polk blev dræbt i Slaget ved Marietta, men blev samme dag erstattet af generalmajor Alexander P. Stewart. Efter at være blevet såret i Slaget ved Ezra Church, var Loring ukampdygtig indtil efter Atlantas fald. Efter at være vendt tilbage kæmpede han i det Andet slag ved Franklin, Slaget ved Nashville og i Carolina kampagnen.

## Egypten
Efter sydstaternes nederlag i borgerkrigen gjorde Loring i ni år tjeneste ved Isma'il Pasha, Khediven af Egypten. Han tjente sammen med omkring 50 veteraner fra Nord- og Sydstaterne, som var blevet anbefalet af William Tecumseh Sherman. Loring startede som generalinspektør for hæren, en stilling hvori han anbefalede forskellige måder at modernisere hæren på. Han blev derefter sat i spidsen for landets kystforsvar, hvor han havde opsyn med bygningen af mange befæstninger. I 1875 blev han sat i spidsen for en egyptisk invasion af Abessinien, men den post blev i stedet givet til Ratib Pasha, og Loring blev stabschef. Gura kampagnen endte med at blive en fiasko, og egypterne lagde skylden på amerikanerne. I 1878, til dels af økonomiske grunde, blev de amerikanske officerer afskediget. Under sin tjeneste i Egypten havde Loring opnået rang af Fereek Pasha, hvilket svarer til generalmajor. Efter at være kommet tilbage til USA skrev han en bog om sine oplevelser i Egypten med titlen: A Confederate Soldier in Egypt (1884). Loring var også posthum medforfatter af The March of the Mounted Riflemen (1940).

## Sidste år
Loring vendte tilbage til Florida, hvor han tabte senatsvalget til Charles W. Jones. Derefter flyttede han til New York, hvor han døde. Han ligger begravet i Loring Park, Woodlawn Cemetery, St. Augustine, Florida.